# Classe Raptor
Pour les articles homonymes, voir Raptor.

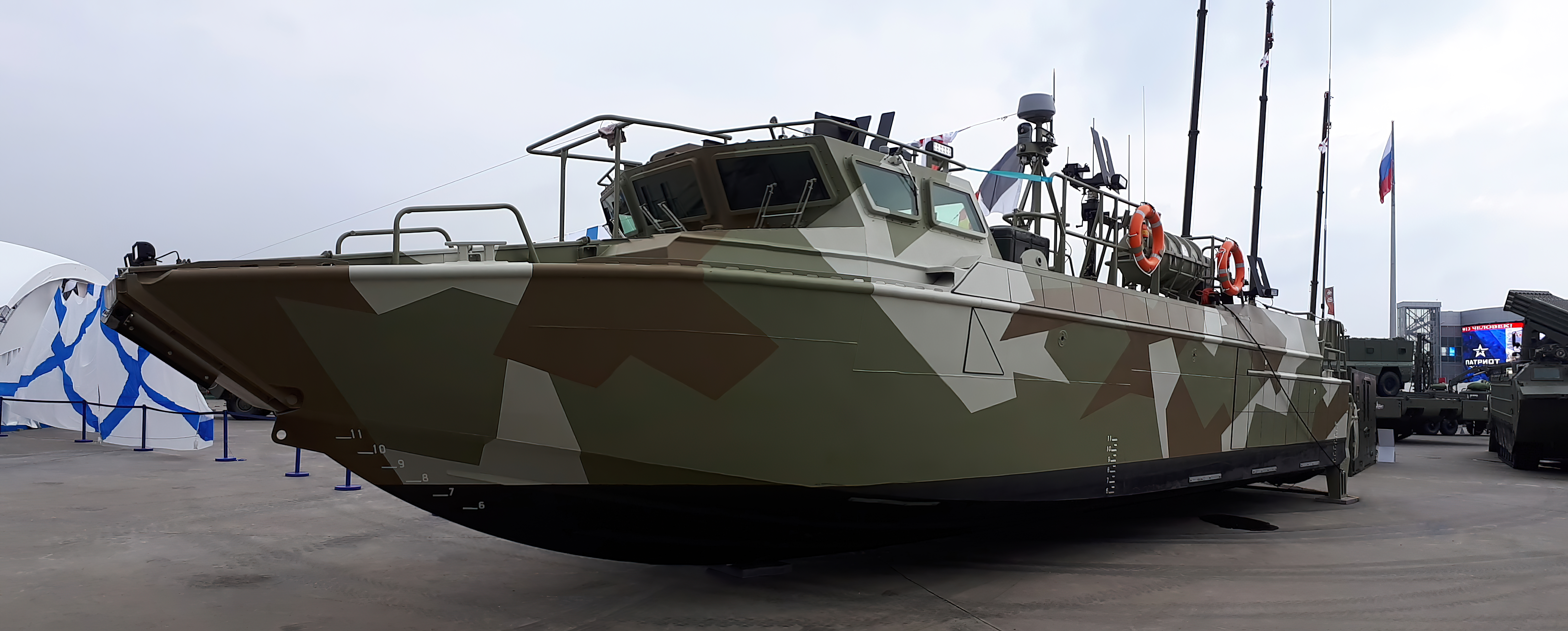
Bateau de patrouille lors de l'exposition "Armée-2021".

La  Classe Raptor, projet 03160, est une classe de patrouilleurs côtiers/de littoral  de Russie.

## Fonction
Les bateaux sont conçus pour les patrouilles, les opérations de recherche et de sauvetage et le débarquement de troupes sur les côtes maritimes, dans des détroits et des estuaires de rivière, de jour comme de nuit, à une distance maximale de 100 milles marins de leur base. Ils peuvent également être embarqués à bord de navires d'assaut amphibies, dans la cuve ou en pontée.
Principales missions :
- patrouiller dans une zone maritime ;
- aider les forces du FSB à protéger la frontière de la Russie ;
- défendre les bases navales ;
- assurer la sécurité des navires dans les rades non protégées ;
- détecter, intercepter et détruire de petits bâtiments ;
- transport à grande vitesse de groupes (jusqu'à 20 hommes) avec armes, matériel et équipements ;
- assurer les opérations des unités spéciales ;
- opérations de recherche et de sauvetage.

Un modèle dédié aux évacuations sanitaires a été développé sur la base de la version initiale.

## Conception
La passerelle comporte deux postes de combat et le poste de pilotage. Elle est située à l'avant et dispose d'une protection blindée de classes 5 et 5a. Les vitres sont en verre de 39 mm d'épaisseur résistant aux munitions de petit calibre. Le compartiment des troupes est situé derrière la passerelle. Pour le débarquement du groupe, on utilise les trappes supérieures et arrière de ce compartiment ou le passage de la rampe d'étrave à travers la timonerie. En cas d'envahissement de l'un des compartiments, celui-ci est isolé par une porte étanche à l'eau et aux gaz, ce qui empêche l'eau de pénétrer dans les autres compartiments et l'envahissement complet du bâtiment. Équipage - 3 hommes, capacité de débarquement - 20 hommes.

## Construction

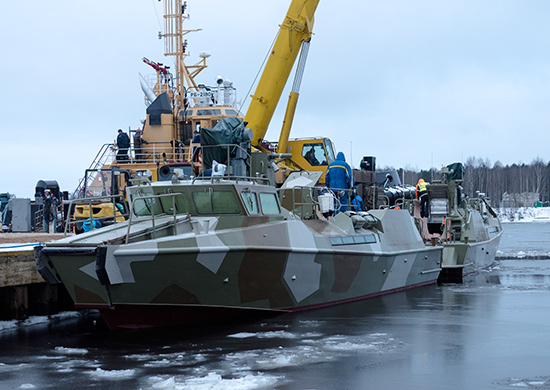
Lancement de deux patrouilleurs Raptor (projet 03160), numéros de série 709 et 710

Le premier navire du projet P-274 (numéro de série 701) a été mis à l'eau le 15 août 2013.
Le deuxième, de série "P-275" (numéro de série 702) a commencé ses essais à la mer constructeur le 17 juin 2014, puis le troisième bateau de série "P-276" (numéro de série 703). Les essais par la marine russe ont commencé en décembre 2014, et le 5 mars 2015, ils ont été admis au service actif au sein de la Flotte russe de la mer Noire dans un détachement de forces et de moyens antisabotage de la base navale de Novorossiïsk. Le 12 juin 2015, lors de la Journée de la Russie, les pavillons à croix de Saint-André ont été hissés à bord.
Le quatrième bateau de série "P-281" (numéro de série 704) a été lancé en 2014. À l'issue des essais, le bateau a été accepté par la commission d'État le 25 mars 2015. Affecté à la flotte russe de la Baltique basée à Cronstadt. Du 1er au 5 juillet, il a été présenté au Salon international de la défense navale à Saint-Pétersbourg. Deux autres patrouilleurs ont rejoint la Marine fin novembre 2015 et un huitième le 28 décembre 2015.
En mai 2016, le ministère russe de la Défense signe un contrat avec le chantier naval de Leningrad Pella pour la fourniture de 10 autres patrouilleurs du projet 03160 Raptor. Le 15 décembre 2016, deux bateaux ont été lancés pour la marine russe. Le 15 avril 2020, à l'usine de Pella, deux bateaux numérotés 715 et 716 du projet 03160 Raptor ont été lancés, ce sont les 15e et 16e bâtiments de la série, le 15 juillet 2020 ils ont été admis au service actif dans la Flotte de la Baltique.
Le 14 novembre 2020, au chantier naval de Pella, a eu lieu la cérémonie de remise du 17e bâtiment de la série 03160 Raptor à la Marine russe.

## Engagement et pertes
Lors de l'Invasion de l'Ukraine par la Russie en 2022 un patrouilleur Raptor est endommagé (selon les sources russes) ou coulé (selon les sources ukrainiennes) près de Marioupol le 21 mars 2022.
Le 2 mai 2022, Valeri Zaloujny (le commandant en chef des forces armées d'Ukraine) annonce que des drones Bayraktar TB2 ukrainiens ont détruit deux patrouilleurs de la classe Raptor près de l'île des Serpents.